# Vila Bohuslava Černého
Vila Bohuslava Černého je rodinný dům, který stojí v Praze 5-Hlubočepích ve vilové čtvrti Barrandov v ulici Lumiérů (původně Na Habrové).

## Historie
Vila byla postavena roku 1936 pro stavebního radu ve výslužbě ing. Bohuslava Černého a jeho manželku Vlastimilu.